# Tiphys americanus
Tiphys americanus är en kvalsterart som först beskrevs av Marshall 1937.  Tiphys americanus ingår i släktet Tiphys och familjen Pionidae. Inga underarter finns listade i Catalogue of Life.